# Monasterio de la Sierra
Monasterio de la Sierra es un municipio y localidad española de la provincia de Burgos, en la comunidad autónoma de Castilla y León. Se sitúa en la comarca de la Sierra de la Demanda, un espacio natural protegido de gran valor ecológico y cultural. Rodeado por un entorno montañoso, el municipio destaca por sus paisajes, su patrimonio histórico y su biodiversidad.

## Toponimia
El nombre de Monasterio de la Sierra refleja la naturaleza histórica y geográfica de la localidad. "Monasterio" se refiere a la presencia de un convento franciscano, el Convento de Santa María de Alveinte, que tuvo una gran importancia en la zona desde el siglo XV hasta su abandono en el siglo XIX durante la Desamortización de Mendizábal. El término "de la Sierra" hace alusión a su ubicación en las estribaciones de la sierra de la Demanda, una cadena montañosa que caracteriza el paisaje del municipio.

## Geografía
Monasterio de la Sierra se encuentra en la provincia de Burgos, dentro de la comunidad autónoma de Castilla y León, a 70 km de la capital provincial. Está situado en el espacio natural protegido de la sierra de la Demanda, específicamente en la sierra de Neila, a una altitud de 1161 metros sobre el nivel del mar.

### Geomorfología
El municipio se encuentra enclavado en la ladera suroeste de la sierra de Neila, al pie del pico de la Campiña, en un terreno montañoso que ofrece una vista privilegiada desde cimas cercanas como El Cucurucho y La Cabeza de San Vicente.
- Formaciones rocosas de El Castillejo: Conocido como "La Ciudad Encantada", este paraje presenta un intrincado laberinto de canales formados por la acción del agua y el hielo. Destaca una imponente mole rocosa que actúa como un faro natural y los tonos amarillentos de las rocas, atrayendo la atención por su singularidad paisajística.

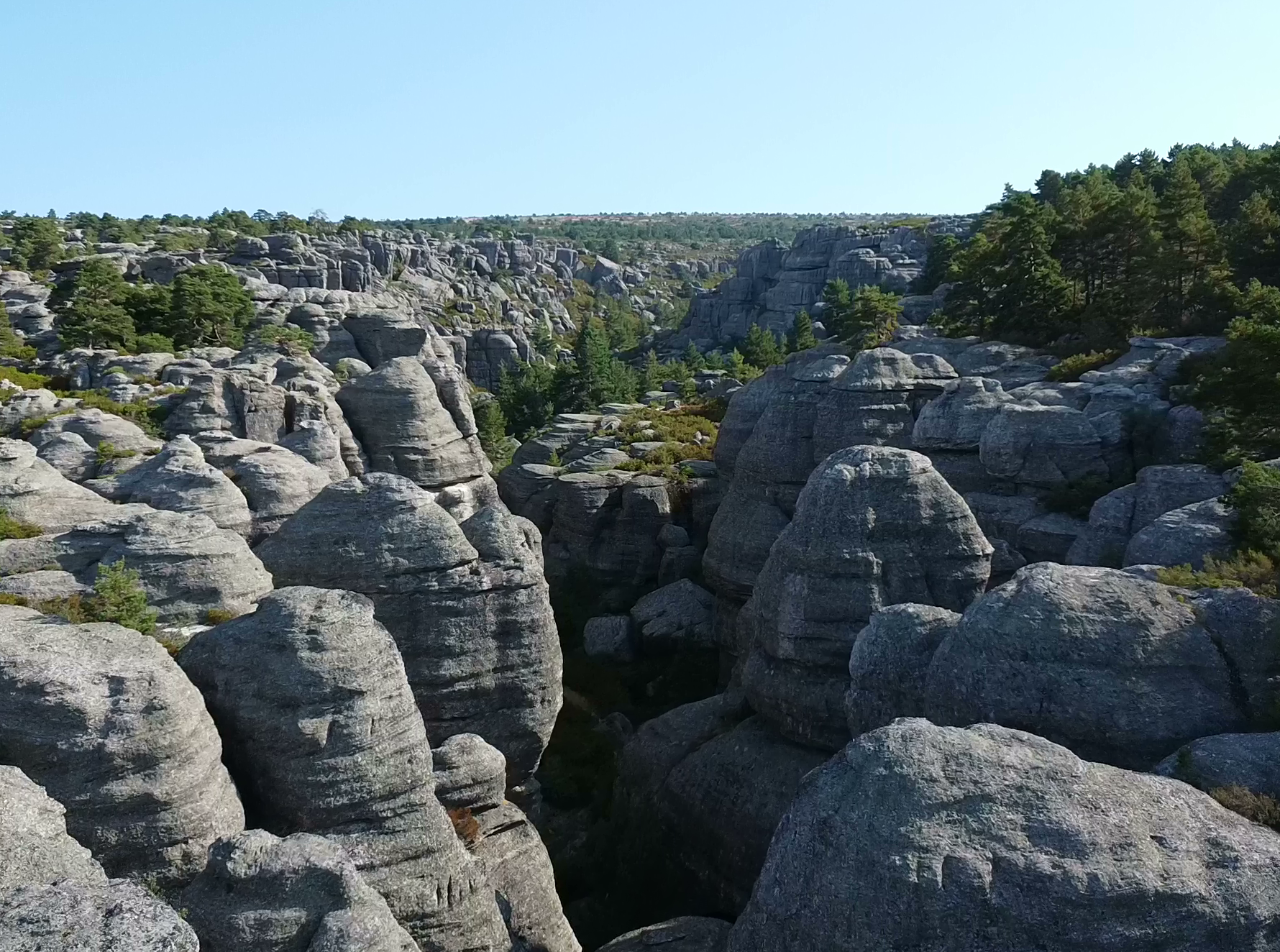
Garganta de las calderas

- Garganta de las Calderas: Este impresionante desfiladero se extiende a lo largo de 1,5 km, labrado en rocas silíceas altamente resistentes a la erosión. Durante más de 100.000 años, el agua y el hielo, especialmente durante la glaciación de Würm, han fracturado las rocas, formando una red de diaclasas por donde fluye el agua. Este proceso ha dado lugar a diversas características geomorfológicas, como pináculos, dolinas, marmitas de gigante, sumideros y pasillos. El arroyo del Palazuelo, que atraviesa la garganta, sigue esculpiendo cascadas y profundizando este magnífico paisaje.

### Hidrografía
El río Valladares, afluente del Arlanza, pasa junto a Monasterio de la Sierra. A su paso por el pueblo, cuenta con una presa, un canal y un molino que antiguamente se utilizaban para moler cereales durante el invierno, mientras que en verano se acudía al molino del río Arlanza. Por otro lado, el embalse de Castrovido, recientemente construido en el río Arlanza, se encuentra a pocos kilómetros del pueblo, modificando el paisaje de la zona.

### Flora y fauna

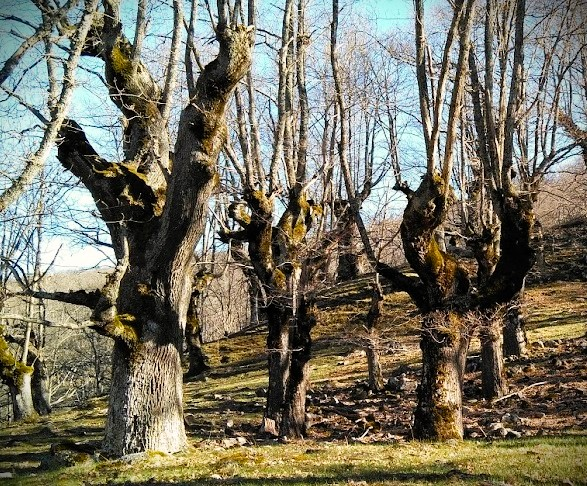
Dehesa de roble albar

El núcleo urbano se encuentra rodeado por una dehesa de roble albar (quercus petraea) y rebollo (quercus pyrenaica). Este bosque posee un alto valor ecológico, resultado de cientos de años de desarrollo. Uno de estos árboles forma, de manera oficial, parte del patrimonio natural de la comunidad autónoma, al estar incluido en el Catálogo de especímenes vegetales de singular relevancia de Castilla y León. En las zonas de mayor altitud predominan los pinares de pino albar (Pinus sylvestris). Entre los arbustos más comunes destacan el brezo, que tapizan el suelo de las áreas abiertas y más expuestas.
En cuanto a la fauna, los bosques de la sierra de la Demanda albergan una rica biodiversidad. Entre los mamíferos destacan el ciervo común (Cervus elaphus), el corzo (Capreolus capreolus), el jabalí (Sus scrofa), el zorro (Vulpes vulpes) y el gato montés (Felis silvestris). Los lobos ibéricos (Canis lupus signatus), aunque en disminución, aún pueden ser observados en esta zona.
Las aves rapaces son abundantes, como el buitre leonado (Gyps fulvus). En los ríos y arroyos del municipio también se pueden encontrar especies como el cangrejo de río autóctono (Austropotamobius pallipes), en peligro de extinción.

### Espacio Natural Protegido
Monasterio de la Sierra está incluido en la Red Natura 2000 como Zona Especial de Conservación (ZEC). Este espacio, denominado sierra de la Demanda (código ES4120092), protege 70.744,79 hectáreas y es hogar de especies vulnerables, como quirópteros forestales y la mariposa apolo (Parnassius apollo).

### Clima
Predomina el clima continental de montaña. Las estaciones están muy marcadas; los inviernos suelen ser fríos con heladas y nevadas; los veranos cálidos y secos, suaves y poco lluviosos. La temporada de nieve dura aproximadamente de noviembre a abril, siendo febrero el mes con mayor precipitación de nieve.

## Historia

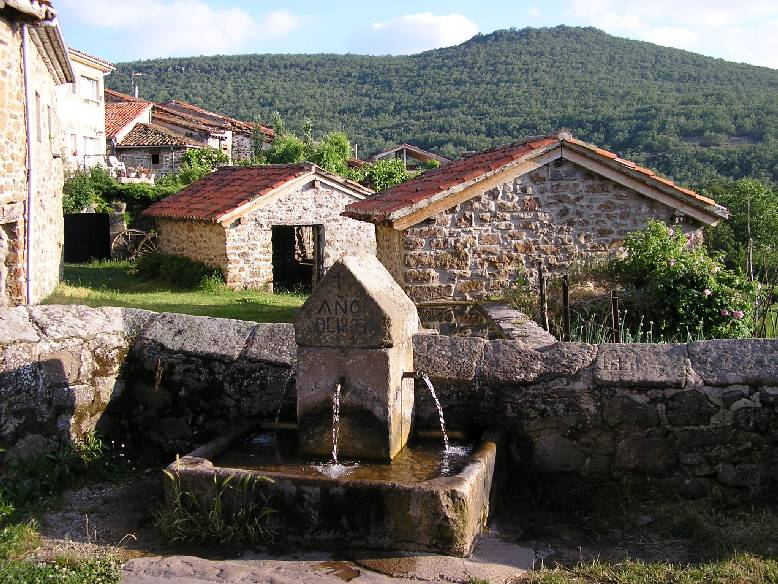
Fuente de San Pedro

En su territorio montañoso y apartado, se han hallado diferentes restos arqueológicos que sugieren la presencia de un núcleo de población durante la época celtíbera, que posteriormente fue reutilizado por los romanos, desde principios del siglo IV hasta mediados del V. Sin embargo, no se debe relacionar estos asentamientos con el origen de la actual población de Monasterio de la Sierra. Su origen está más bien vinculado a la serie de poblados creados entre los siglos IX y X. De todos esos núcleos, Monasterio es el único que ha sobrevivido a los primeros siglos del periodo altomedieval, quedando despoblados a su alrededor, entre ellos San Vicente, Butrón, Bustomediano, Nava, Pajares o Torneros.
La primera mención documental de Monasterio de la Sierra no aparece hasta mediados del siglo XIV, en el Becerro de las Behetrías, donde es nombrado como "Monasterio cerca de Salas". Este nombre se debe a la proximidad del monasterio de Santa María de Alveinte, también conocido como de San Luis o de Nuestra Señora de los Lirios, ubicado en terrenos de ledanías.
Durante la Edad Media, Monasterio formaba parte del alfoz de Lara, y a partir del siglo XII pasó a la Merindad Menor de Santo Domingo de Silos. En la Edad Moderna, la localidad quedó incluida en el partido de las Tierras del Condestable, dentro de la provincia de Burgos, y más tarde, tras la reforma borbónica del siglo XVIII, pasó al partido de Can de Muñó. Su jurisdicción durante este tiempo perteneció a la Casa de Salas, formando parte del señorío de los Duques de Frías.
La población de Monasterio siempre fue reducida en comparación con los estándares de la zona. Según el censo de 1541, Monasterio contaba con 23 vecinos, una cifra que descendió a 20 en el censo de 1584-87. Sin embargo, a lo largo del siglo XVIII, la población experimentó un fuerte crecimiento, llegando a 43 vecinos a mediados del siglo y a 76 habitantes en el censo de Floridablanca en 1785-87.

## Demografía
Monasterio de la Sierra cuenta con una población de 40 habitantes (INE 2024).
| Gráfica de evolución demográfica de Monasterio de la Sierra entre 1842 y 2021                                         |
| |
| Población de derecho según los censos de población del INE. Población de hecho según los censos de población del INE. |

## Patrimonio
El núcleo urbano de Monasterio de la Sierra se asienta sobre una suave ladera, rodeado de prados y pequeñas huertas, y envuelto por un espeso robledal. Las casas del pueblo están dispuestas sin orden aparente, pero con un claro predominio de la arquitectura tradicional de la zona. Destacan las viviendas que presentan inscripciones protectoras sobre el dintel de la puerta o las ventanas.

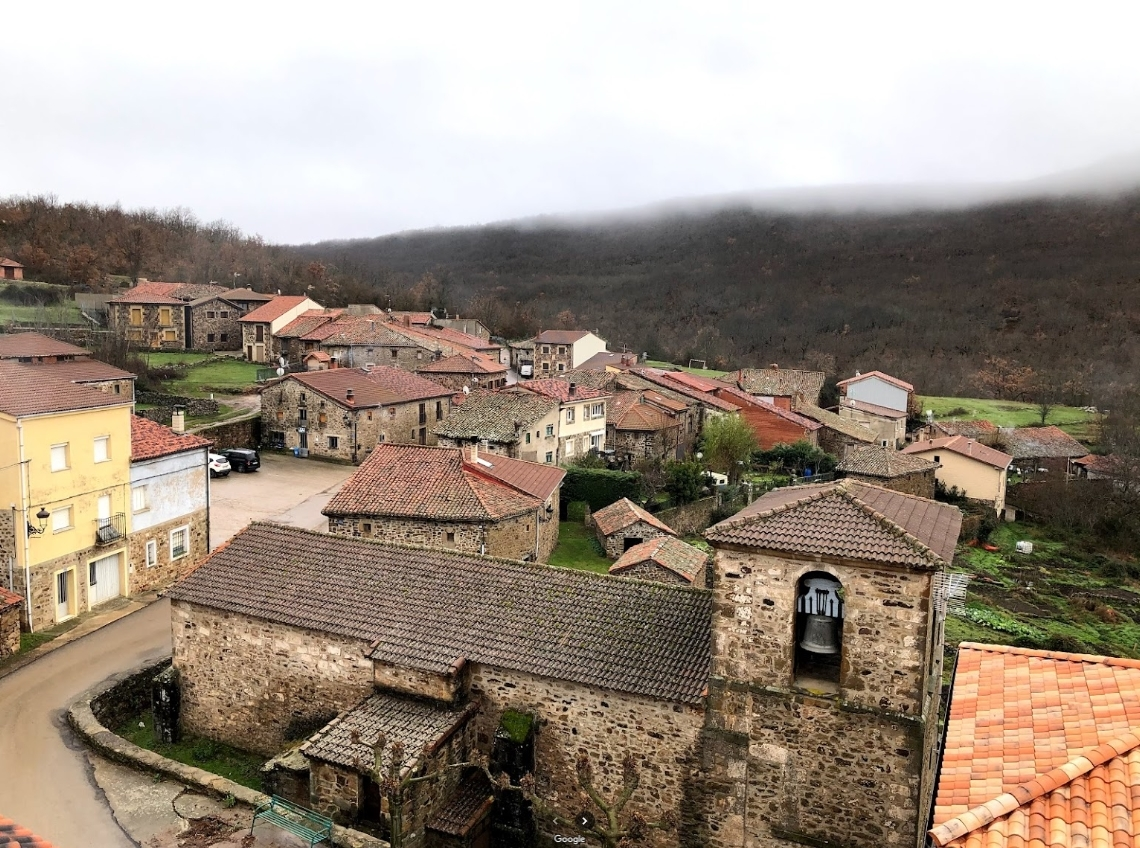
Iglesia de San Pedro

La Iglesia de San Pedro, es un templo con una planta rectangular de una sola nave, cubierta con bóvedas de medio cañón y lunetos, y una cabecera más elaborada con una bóveda de crucería octopartita. En el exterior, destacan los muros de mampostería reforzados con sillería en las esquinas y la torre cuadrangular que sirve de campanario. El interior alberga un retablo neoclásico con imágenes de San Pedro, San Miguel y otros santos. La iglesia fue remodelada entre finales del siglo XVIII y principios del XIX, adaptándose a las necesidades del pueblo.

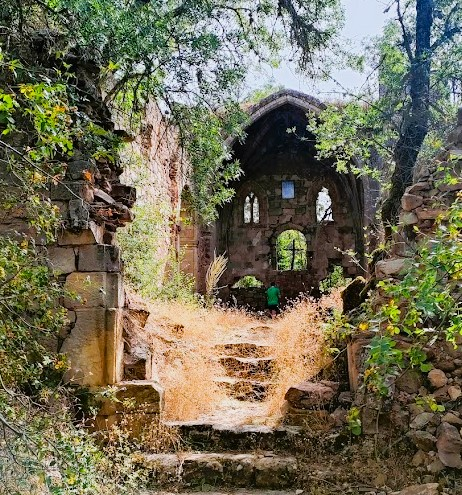
Monasterio de Alveinte

El Monasterio de Alveinte, fundado en 1441 por Fray Lope de Salinas, está ubicado en un valle rodeado de naturaleza, cerca de Monasterio de la Sierra. Su iglesia presenta un estilo gótico austero, con una cabecera cuadrangular cubierta por una bóveda de crucería estrellada y ventanas góticas con tracerías. Aunque las ruinas actuales son limitadas, destacan los estribos diagonales de la cabecera y fragmentos del nártex y la nave. Durante su apogeo, el monasterio fue un lugar de retiro para frailes franciscanos. A lo largo del tiempo, fue testigo de hechos históricos, como su uso como refugio a la Junta Provincial de Defensa de Burgos y al cura Merino durante la Guerra de la Independencia. Fue destruido por las tropas francesas y finalmente abandonado en 1835 con la desamortización de Mendizábal.
La Ermita de los Santos Mártires, dedicada a San Cosme y San Damián, se encuentra en la entrada del pueblo, junto a la carretera. Reconstruida en la década de 1670, es un edificio de piedra con una nave rectangular y una capilla mayor cubierta con una bóveda de crucería octopartita decorada con motivos vegetales pintados. En el altar mayor destaca un retablo del siglo XVIII, adquirido de la parroquia de Santa Cristina de Huerta de Abajo. 

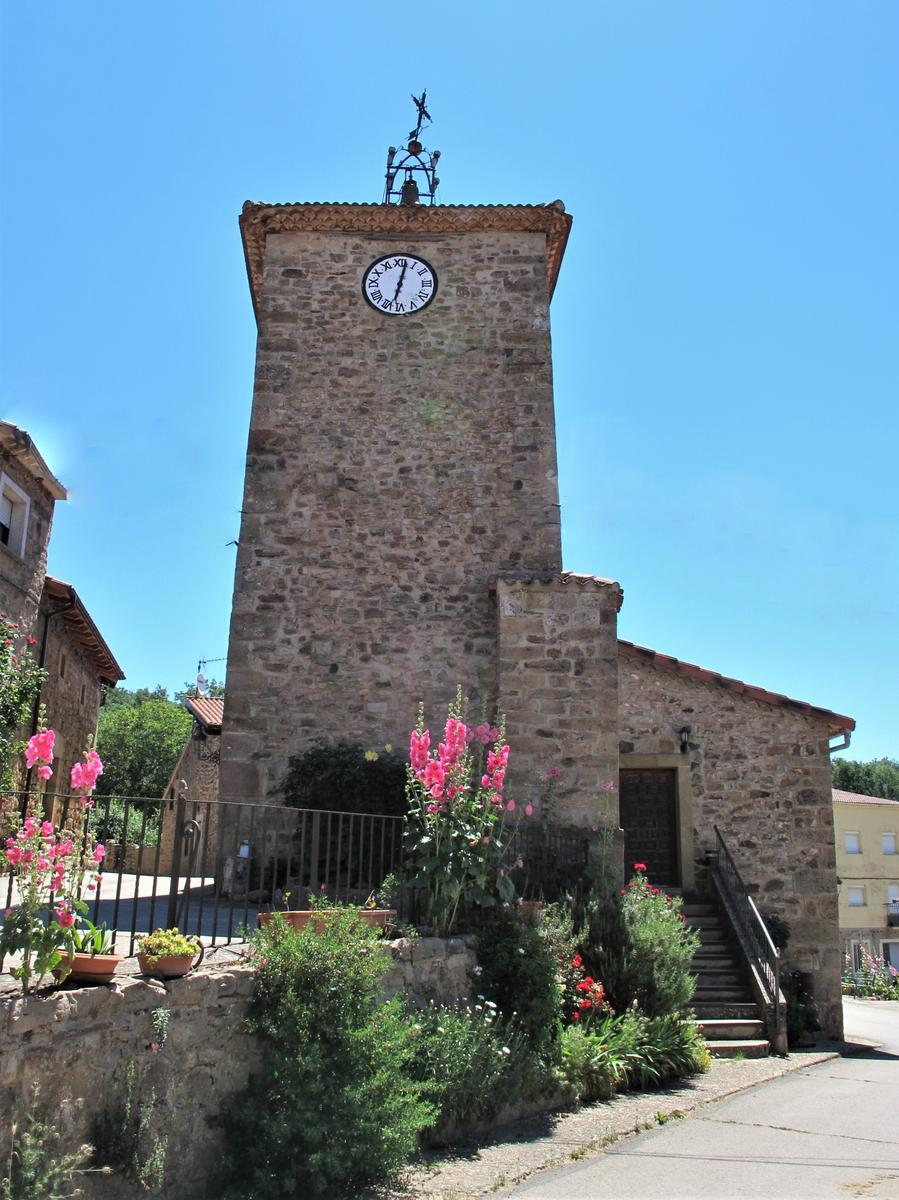
Torre del reloj

La Torre del Reloj, construida en 1923, surgió a raíz de un conflicto entre el cura y el alcalde, quien decidió trasladar el mecanismo del reloj de la iglesia a una nueva torre. Esta fue diseñada para superar en altura a la torre de la iglesia. El reloj funciona con un mecanismo impulsado por dos pesas: una de 300 kg que acciona las campanas y otra de 100 kg que mueve el reloj. El diseño del reloj incluye una sola aguja y requiere que se le dé cuerda semanalmente. Su sistema de campanadas sigue un patrón interesante: a cada hora en punto, toca tantas campanadas como corresponda a la hora actual. Cinco minutos después, repite el mismo número de campanadas como un "recordatorio". A la media hora, el reloj marca una sola campanada, indicando el paso de la mitad de la hora.
La Presa y el Molino, ubicados junto al río, se utilizaban tradicionalmente para moler cereales, aprovechando la fuerza hidráulica para este fin esencial en la economía rural.
El Lavadero y Potro, elementos típicos de la vida en el pueblo, servían para el lavado de ropa y para herrar o inmovilizar animales.

## Cultura

### Fiestas y tradiciones
Las fiestas patronales, dedicadas a los mártires San Cosme y San Damián, tienen lugar el último fin de semana de septiembre, con celebraciones llenas de tradición y devoción.
Durante la semana del 15 de agosto, la Peña Monasterio organiza una variedad de actividades culturales, destacando el festival Kanchalmalo Rock, la carrera ciclista Vuelta a la Circunvalación y la Caldereta Popular. Además, a lo largo del año se llevan a cabo eventos como el Concurso de Tortillas en Semana Santa. 

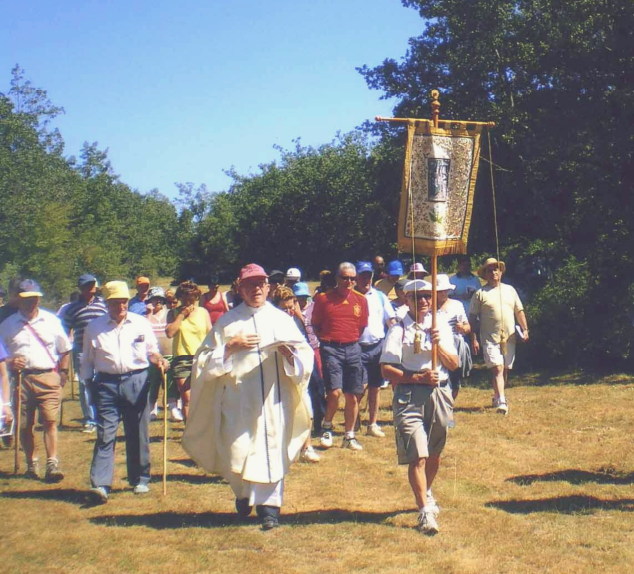
Romería de Alveinte

Cada verano, un sábado de agosto, se celebra la Romería al Convento de Alveinte, que incluye una procesión, misa, comida campestre y juegos tradicionales, en honor a Nuestra Señora de los Lirios.

### Deporte

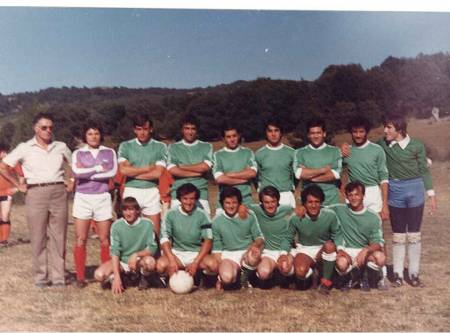
CD Monasterio 1979

El equipo de fútbol de Monasterio de la Sierra se fundó en 1979, coincidiendo con el nacimiento del Trofeo Diputación de Burgos. En su primera temporada oficial (1979/1980), el equipo vestía camiseta y medias verdes con pantalones blancos, y jugaba en un campo cuyas porterías estaban hechas de roble. Sin embargo, solo compitieron durante esa temporada.
Tras 21 años de ausencia, el equipo volvió a formarse en la temporada 2000/2001 gracias a la iniciativa de jóvenes y veteranos que unieron su pasión por el fútbol y el amor por su pueblo. 
La trayectoria del equipo continuó ininterrumpidamente hasta la temporada 2023/2024, marcando el fin de una etapa deportiva en la historia del pueblo.

## Economía
La economía de Monasterio de la Sierra ha estado históricamente ligada a la explotación sostenible de los recursos naturales del entorno. Aunque el terreno es montañoso y abrupto, pequeños arroyos y manantiales permitían el cultivo de cereales y algunas hortalizas'. Sin embargo, la base económica del pueblo residía principalmente en las actividades silvopastoriles, la explotación de sus extensos bosques de robles, y otros oficios tradicionales como la producción de carbón vegetal y la apicultura.

## Servicios
La población más cercana con servicios es Salas de los Infantes, ubicada a 14 km de distancia. En Monasterio de la Sierra, los visitantes pueden encontrar el bar Cantina El Soto y hospedarse en la casa rural Casa del Toro.

## Administración y política

### Lista de alcaldes desde las elecciones democráticas de 1979
| Periodo   | Alcalde                 | Partido                     |
| --------- | ----------------------- | --------------------------- |
| 1979-1983 | Santiago García Esteban | Independiente               |
| 1983-1987 | Santiago García Esteban | Independiente               |
| 1987-1991 | Rafael Esteban Esteban  | Independiente               |
| 1991-1995 | Rafael Esteban Esteban  | Centro Democrático y Social |
| 1995-1999 | Rafael Esteban Esteban  | Partido Popular             |
| 1999-2003 | Rafael Esteban Esteban  | Partido Popular             |
| 2003-2007 | Jesús María Esteban     | Partido Popular             |
| 2007-2011 | Jesús María Esteban     | Partido Popular             |
| 2011-2015 | Jesús María Esteban     | Partido Popular             |
| 2015-2019 | José Luis María María   | Partido Popular             |
| 2019-2023 | Abel García Portugal    | Imagina Burgos              |
| 2023-act  | Jesús María Esteban     | Partido Popular             |